# Барісан (гори)
Букіт-Барісан або гори Барісан — гірський масив на західній стороні Суматри, Індонезія, який охоплює майже 1700 км з півночі на південь острова. Хребет Букіт-Барісан складається в основному з вулканів, оповитих густим покривом джунглів, в тому числі тропічних соснових лісів Суматри на вищих схилах. Найвищою вершиною хребта є гора Керінічі висотою 3800 м. Національний парк Букіт-Барісан-Селатан розташований на південній частині хребта.
Назва Букіт-Барісан насправді означає «ряд пагорбів» або «пагорби, які утворюють ряд» малайською мовою, оскільки хребет тягнеться від кінця до кінця вздовж острова Суматра.
У горах Барісан 35 діючих вулканів. Найбільшим вулканом є супервулкан Тоба в межах озера Тоба, яке утворилося після обвалу кальдери (приблизно 74 000 років тому). За оцінками, виверження було на восьмому рівні за шкалою VEI, найбільшому з можливих для виверження вулкана.

## Список вулканів
Наведений нижче список взято з глобальної програми вулканізму Смітсонівського інституту.
| Назва             | Тип               | Висота (метри) | Висота (фути) | останнє виверження (VEI)   | Координати                                                         |
| ----------------- | ----------------- | -------------- | ------------- | -------------------------- | ------------------------------------------------------------------ |
| Weh               | стратовулкан      | 617            | 2024          | Плейстоцен                 | 5°49′ пн. ш. 95°17′ сх. д. / 5.82° пн. ш. 95.28° сх. д.            |
| Seulawah Agam     | стратовулкан      | 1810           | 5940          | 1839 (2)                   | 5°26′53″ пн. ш. 95°39′29″ сх. д. / 5.448° пн. ш. 95.658° сх. д.    |
| Peuet Sague       | складний вулкан   | 2801           | 9190          | 25 грудня 2000 (2)         | 4°54′50″ пн. ш. 96°19′44″ сх. д. / 4.914° пн. ш. 96.329° сх. д.    |
| Geureudong        | стратовулкан      | 2885           | 9465          | 1937                       | 4°48′47″ пн. ш. 96°49′12″ сх. д. / 4.813° пн. ш. 96.82° сх. д.     |
| Mount Leuser      | невулканічна      | 3466           | 11371         |                            | 3°44′29″ пн. ш. 97°9′18″ сх. д. / 3.74139° пн. ш. 97.15500° сх. д. |
| Кембар            | щитовий вулкан    | 2245           | 7365          | Плейстоцен                 | 3°51′00″ пн. ш. 97°39′50″ сх. д. / 3.850° пн. ш. 97.664° сх. д.    |
| Sibayak           | стратовулкан      | 2212           | 7257          | 1881                       | 3°14′ пн. ш. 98°31′ сх. д. / 3.23° пн. ш. 98.52° сх. д.            |
| Синабунг          | стратовулкан      | 2460           | 8070          | 7 вересня 2010             | 3°10′12″ пн. ш. 98°23′31″ сх. д. / 3.17° пн. ш. 98.392° сх. д.     |
| Тоба              | стратовулкан      | 2157           | 7077          | приблизно 75000 років тому | 2°35′ пн. ш. 98°50′ сх. д. / 2.58° пн. ш. 98.83° сх. д.            |
| Helatoba-Tarutung |                   | 1100           | 3600          | Плейстоцен                 | 2°02′ пн. ш. 98°56′ сх. д. / 2.03° пн. ш. 98.93° сх. д.            |
| Imun              | невідомо          | 1505           | 4938          | невідомо                   | 2°09′29″ пн. ш. 98°55′48″ сх. д. / 2.158° пн. ш. 98.93° сх. д.     |
| Sibualbuali       | стратовулкан      | 1819           | 5968          | невідомо                   | 1°33′22″ пн. ш. 99°15′18″ сх. д. / 1.556° пн. ш. 99.255° сх. д.    |
| Lubukraya         | стратовулкан      | 1862           | 6109          | невідомо                   | 1°28′41″ пн. ш. 99°12′32″ сх. д. / 1.478° пн. ш. 99.209° сх. д.    |
| Sorikmarapi       | стратовулкан      | 2145           | 7037          | 1986 (1)                   | 0°41′10″ пн. ш. 99°32′20″ сх. д. / 0.686° пн. ш. 99.539° сх. д.    |
| Talakmau          | складний вулкан   | 2919           | 9577          | невідомо                   | 0°04′44″ пн. ш. 99°58′48″ сх. д. / 0.079° пн. ш. 99.98° сх. д.     |
| Sarik-Gajah       | вулканічний конус | невідомо       |               | невідомо                   | 0°00′29″ пн. ш. 100°12′00″ сх. д. / 0.008° пн. ш. 100.20° сх. д.   |
| Marapi            | складний вулкан   | 2891           | 9485          | 5 серпня 2004 (2)          | 0°22′52″ пд. ш. 100°28′23″ сх. д. / 0.381° пд. ш. 100.473° сх. д.  |
| Tandikat          | стратовулкан      | 2438           | 7999          | 1924 (1)                   | 0°25′59″ пд. ш. 100°19′01″ сх. д. / 0.433° пд. ш. 100.317° сх. д.  |
| Talang            | стратовулкан      | 2597           | 8520          | 12 квітня 2005 (2)         | 0°58′41″ пд. ш. 100°40′44″ сх. д. / 0.978° пд. ш. 100.679° сх. д.  |
| Kerinci           | стратовулкан      | 3800           | 12500         | 22 червня 2004 (2)         | 1°41′49″ пд. ш. 101°15′50″ сх. д. / 1.697° пд. ш. 101.264° сх. д.  |
| Hutapanjang       | стратовулкан      | 2021           | 6631          | невідомо                   | 2°20′ пд. ш. 101°36′ сх. д. / 2.33° пд. ш. 101.60° сх. д.          |
| Sumbing           | стратовулкан      | 2507           | 8225          | 23 травня 1921 (2)         | 2°24′50″ пд. ш. 101°43′41″ сх. д. / 2.414° пд. ш. 101.728° сх. д.  |
| Kunyit            | стратовулкан      | 2151           | 7057          | невідомо                   | 2°35′31″ пд. ш. 101°37′48″ сх. д. / 2.592° пд. ш. 101.63° сх. д.   |
| Pendan            | невідомо          | невідомо       |               | невідомо                   | 2°49′ пд. ш. 102°01′ сх. д. / 2.82° пд. ш. 102.02° сх. д.          |
| Belirang-Beriti   | складний          | 1958           | 6424          | невідомо                   | 2°49′ пд. ш. 102°11′ сх. д. / 2.82° пд. ш. 102.18° сх. д.          |
| Bukit Daun        | стратовулкан      | 2467           | 8094          | невідомо                   | 3°23′ пд. ш. 102°22′ сх. д. / 3.38° пд. ш. 102.37° сх. д.          |
| Kaba              | стратовулкан      | 1952           | 6404          | 22 серпня 2000 (1)         | 3°31′ пд. ш. 102°37′ сх. д. / 3.52° пд. ш. 102.62° сх. д.          |
| Dempo             | стратовулкан      | 3173           | 10410         | жовтень 1994 (1)           | 4°02′ пд. ш. 103°08′ сх. д. / 4.03° пд. ш. 103.13° сх. д.          |
| Patah             | невідомо          | 2817           | 9242          | невідомо                   | 4°16′ пд. ш. 103°18′ сх. д. / 4.27° пд. ш. 103.30° сх. д.          |
| Bukit Lumut Balai | стратовулкан      | 2055           | 6742          | невідомо                   | 4°14′ пд. ш. 103°37′ сх. д. / 4.23° пд. ш. 103.62° сх. д.          |
| Besar             | стратовулкан      | 1899           | 6230          | квітень 1940(1)            | 4°26′ пд. ш. 103°40′ сх. д. / 4.43° пд. ш. 103.67° сх. д.          |
| Ranau             | кальдера          | 1881           | 6171          | невідомо                   | 4°50′ пд. ш. 103°55′ сх. д. / 4.83° пд. ш. 103.92° сх. д.          |
| Sekincau Belirang | кальдера          | 1719           | 5640          | невідомо                   | 5°07′ пд. ш. 104°19′ сх. д. / 5.12° пд. ш. 104.32° сх. д.          |
| Suoh              | кальдера          | 1000           | 3300          | 10 липня 1933 (4)          | 5°15′ пд. ш. 104°16′ сх. д. / 5.25° пд. ш. 104.27° сх. д.          |
| Hulubelu          | кальдера          | 1040           | 3410          | 1836                       | 5°21′ пд. ш. 104°36′ сх. д. / 5.35° пд. ш. 104.60° сх. д.          |
| Rajabasa          | стратовулкан      | 1281           | 4203          | 1798                       | 5°46′48″ пд. ш. 105°37′30″ сх. д. / 5.78° пд. ш. 105.625° сх. д.   |

|                                        |
| Знімок озера Тоба за допомогою Landsat |

|        |
| Марапі |